# Zalema
Zalema is een Spaanse wit druivenras van de vitis vinifera. De inheemse druif uit het zuiden van het land wordt hoofdzakelijk verbouwd in de provincie Huelva in de regio Andalusië. Daar maakt zij deel uit voor meer dan 80% van de wijngaarden. Toch wordt de soort steeds meer vervangen door hogere kwaliteiten zoals de palomino. De laat rijpende druif geeft jaarlijks een hoge opbrengst. Voornamelijk wordt de druif – die gevoelig is voor oxidatie – gebruikt voor de traditionele amberkleurige sherry-achtige versterkte wijn zoals Condado Viejo en Condado Pálidao. Omdat de vraag naar dit type wijnen terug liep, maakt men er de laatste decennia ook gewone stille witte wijn.
Ook wordt er wel mousserende wijn van gemaakt.

## Synoniemen
De druivensoort Zalema is ook bekend onder de namen Ignobilis, Rebazo, Salemo, Salerno (in Tunesië), Zalemo en Zalemo rebazo.